# Ghost World
Ghost World är en dramafilm från 2001 i regi av Terry Zwigoff. Ghost World är baserad på Daniel Clowes seriealbum med samma namn. Filmen nominerades till en Oscar för bästa manus efter förlaga. Ghost World var den första filmen baserad på ett seriealbum som nominerats för en Oscar i den kategorin. Thora Birch och Steve Buscemi nominerades till varsin Golden Globe för sina skådespelarprestationer. 

## Handling
Bästisarna Enid och Rebecca slutar high school och har redan planerat hur deras liv ska fortsätta, men sakta kommer vuxenlivet ikapp dem och det blir inte riktigt som de trott.

## Om filmen
Filmens huvudperson heter Enid Coleslaw, och det är ett anagram för Daniel Clowes. En annan av filmens karaktärer, Seymour, är löst baserad på regissören Terry Zwigoff. Både Seymour och Terry samlar på jazz- och bluesskivor från 1920-talet. 
I filmen förekommer en restaurangkedja med namnet The Coon Chicken Inn. Den restaurangen har funnits i verkligheten. Kedjan bildades i Salt Lake City år 1925 och försvann under slutet av 1950-talet. I filmen påstås det att kedjan ska ha bytt namn till Cook Chicken, men detta påstående finns det ingen sanning i. Coon Chicken Inn-affischen som Enid använder till en konstutställning målades av Robert Crumb. 

## Rollista
| Thora Birch              | – Enid                                 |
| Scarlett Johansson       | – Rebecca                              |
| Steve Buscemi            | – Seymour                              |
| Brad Renfro              | – Josh                                 |
| Illeana Douglas          | – Roberta Allsworth                    |
| Bob Balaban              | – Enids far                            |
| Stacey Travis            | – Dana                                 |
| Charles C. Stevenson Jr. | – Norman                               |
| Dave Sheridan            | – Doug                                 |
| Tom McGowan              | – Joe                                  |
| Debra Azar               | – Melora                               |
| Brian George             | – Sidewinders chef                     |
| Pat Healy                | – John Ellis                           |
| David Cross              | – Gerrold, the Pushy Guy - skivsamlare |
| Teri Garr                | – Maxine                               |